# Parachela oxygastroides
Parachela oxygastroides är en fiskart som först beskrevs av Pieter Bleeker 1852.  Parachela oxygastroides ingår i släktet Parachela och familjen karpfiskar. IUCN kategoriserar arten globalt som livskraftig. Inga underarter finns listade i Catalogue of Life.